# やみツキ!
『やみツキ!』は2008年7月25日に脳内彼女より発売された18禁のパソコンゲーム（アダルトゲーム）ソフトである。

## 概要
ヤンデレを純愛として描いた恋愛アドベンチャーゲームだが、スプラッター描写はない。
なお、メインキャラクターである女性4名の苗字をつなげると「や・み・つ・き」となる。
全てのエンディングを攻略すると、おまけシナリオが追加される。

## あらすじ
主人公は、美少女として評判の箕村つかさに告白しようとするが、手違いでラブレターを八神きひろにわたってしまう。主人公にメロメロのきひろから逃れるべく、改めてつかさに告白したところ、見事に受け入れられた。
だが、つかさは昨年の学園祭で女装した主人公に惚れていたため、主人公に女装を強要してきた。

## 登場人物

### メインキャラクター
高安俊雄（たかやすとしお）
主人公。
八神きひろ（やがみ-）
声:野神奈々
明るい性格だが、家が暴力団ということあって誰からも告白されずにいた。
箕村つかさ（みのむら-）
声:桜坂かい
校内一の美少女だが、男性恐怖症ゆえ男子からの告白を振ってきた。
都筑美琴（つづきみこと）
声:民安ともえ
主人公の幼馴染で、実は二重人格。
普段は甘えん坊な"みこ"だが、本来の人格は腹黒く高圧的な"美琴"である。
霧島耶絵（きりしまやえ）
声:みる
主人公たちの担任。
学生たちから下の名前で呼ばれるほど威厳がないのが悩み。やや思い込みが激しい。

### サブキャラクター
中務康平（なかつかさこうへい）
声:こんつ
主人公の友人である、金髪の少年。
女子に人気だが、性的に自由奔放で異性関係のトラブルが多いため、他の男子との仲は悪い。
土谷幹久（つちやみきひさ）
声：櫻井ありす
主人公の友人である、メガネ男子。一見すると穏やかな少年に見えるが、元ヤンであり、キレると暴力に走ることがある。
久保田仁（くぼたじん）
声：永倉仁八
八神組若頭。組長の娘であるきひろを見守りつつも、主人公にとっても頼りがいのある存在である。
八神隆治（やがみりゅうじ）
声:島袋恵壱
八神組組長にしてきひろの父。左ほほに傷がある。

## スタッフ
- 原画:あおぎりぺんた
- シナリオ:西田一、蒼夜、立ち棒、蠍火、生田あわる
- 主題歌：白羽美依『放課後すとーきんぐ』